# Alayor
Alayor (catalansk: Alaior) er en by og kommune i det østlige Spanien på øen Menorca i provinsen De Baleariske Øer. Den har et indbyggertal på 10.042 (2024) indbyggere.